# Trescore Cremasco
Trescore Cremasco – miejscowość i gmina we Włoszech, w regionie Lombardia, w prowincji Cremona.
Według danych na rok 2004 gminę zamieszkiwały 2373 osoby, 474,6 os./km².